# Kanaka Dasa
Kanaka Dasa (1509 - 1609) fue un haridasa, un renombrado compositor de música carnática, poeta, filósofo y músico. Es conocido por sus keertanas y ugabhogas, compuestas en lengua kannada para música carnática. Como otras haridasas, usó un lenguaje canarés simple y formas métricas nativas para sus composiciones.

## Biografía
Originalmente llamado Thimmappa, nació en la aldea de Baada, cerca de Bankapura y fue un guerrero en el fuerte de Bankapura. A partir de una de sus composiciones, se interpreta que resultó gravemente herido en una batalla y se salvó milagrosamente. Tras este incidente, abandonó su profesión de guerrero y se dedicó a componer música, escribir literatura y explicar la filosofía al hombre común. Sus primeros trabajos incluyen los poemas titulados Narasimha stotra, Ramadhyana Mantra y Mohanatarangini.

### Nanu Hodare Hodenu
Existe una tradición folclórica detrás de esta cita popular. El maestro de Kanakadaasa, Vyaasatirtha (ವ್ಯಾಸತೀರ್ಥ), una vez planteó una pregunta:
¿Quién de los eruditos presentes en la convención podría alcanzar la salvación (Moksha)?
Kanakadaasa respondió firmemente en forma negativa sobre sí mismo y sobre su maestro. Los eruditos de la convención se sintieron seriamente agitados por sus firmes respuestas; sintieron que Kanakadaasa era muy desconsiderado para negar la salvación a su propio maestro y mucho menos a los eruditos restantes. Cuando se le pregunta sobre sus propias posibilidades, el respondió:
ನಾನು ಹೋದರೆ ಹೋದೇನು (Si "me" me voy, puedo irme)
Añadiendo que s maestro, que podía discernir la verdadera sabiduría detrás de la afirmación de Kanakadaasa, le pidió que explicara más. Hizo un juego de palabras dando diferentes significados literales y filosóficos. Aunque en la superficie parecía que Kanakadaasa afirmaba que solo él podía alcanzar la salvación, de hecho había enviado un mensaje reflexivo, que no importa el nivel de destreza académica de uno, uno no puede lograr nada hasta que elimine el ego.

### En Udupi
Kanakadasa tiene una asociación especial con Udupi ya que fue discípulo de Vyasatirtha Swamiji. A petición de Vyasaraya Swamiji de Vyasaraja Matt, había venido a Udupi. Pero fue una época en la que la discriminación por motivos de casta estaba en su apogeo. Los sacerdotes no le dejaron entrar al templo ya que él era de una casta "inferior", aunque Vyaasaraaya Swamiji les pidió que dejaran entrar a Kanakadaasa en el templo. Kanakadaasa estaba fuera del templo meditando en Krishna, su Señor, y cantando canciones de alabanza a Sri Krishna. Hizo esto durante semanas, acampando fuera del templo, cocinando su propia comida. Aunque angustiado por no poder entrar al templo, compuso poemas en alabanza al Señor Krishna y compuso kirthanas (poemas) que son relevantes incluso hoy. Canta sobre cómo todos los humanos son iguales, ya que todos nacen de la misma manera físicamente, todos comparten la misma agua y ven el mismo sol ayudando a la vida en la tierra. Los templos hindúes y la deidad en los templos siempre miran hacia el este. En Udupi, sin embargo, el Señor Krishna, en forma de deidad, mira hacia el oeste.
Se cree que algo antinatural debe haber sucedido cuando Kanakadasa estuvo durante días esperando que le permitieran entrar al templo. Se cree que durante esos días, cuando a Kanakadaasa no se le permitió recibir el darshan del Señor Krishna, derramó su corazón cantando kirthanas para su querido Señor. Milagrosamente, la deidad del Señor Krishna se dio la vuelta para mirar hacia el oeste. A través de una grieta en las paredes exteriores del templo, Kanakadaasa, el ferviente devoto de Sri Krishna, pudo ver a su Señor. Esto dejó a la comunidad ortodoxa asombrada de por qué había sucedido algo así. Desde entonces, la deidad de Sri Krishna ha estado mirando hacia el oeste, aunque la entrada principal está mirando hacia el este. El milagro permanece. Hoy esa ventana (comúnmente llamada "Kanakana Kindi") se erige como un tributo a Kanakadaasa. Los devotos que visitan el templo Sri Krishna de Udupi, intentan tener un "darshan" del Señor Krishna a través de esta pequeña ventana buscando revivir el éxtasis que tenía Kanakadaasa al otorgar el 'darshan' divino. Es un monumento a Kanakadaas, y también un testimonio de la creencia hindú ecléctica que la devoción, poesía y santidad se encuentran por encima de la casta y el credo y ciertamente por encima de una ortodoxia rígida se dice que Kanakadasa vivía en una choza en este lugar frente a la "gopura". Más tarde, se construyó un pequeño santuario en su memoria y llegó a ser conocido como "Kanakana Kindi" o "Kanakana Mandira".
Aunque muchos santos como Purandaradaasa y Vijayadaasa visitaron Udupi y eran devotos del Señor Krishna, es la asociación de Kanakadaasa con el Señor Krishna lo que transmite un significado más profundo.

## Escritos

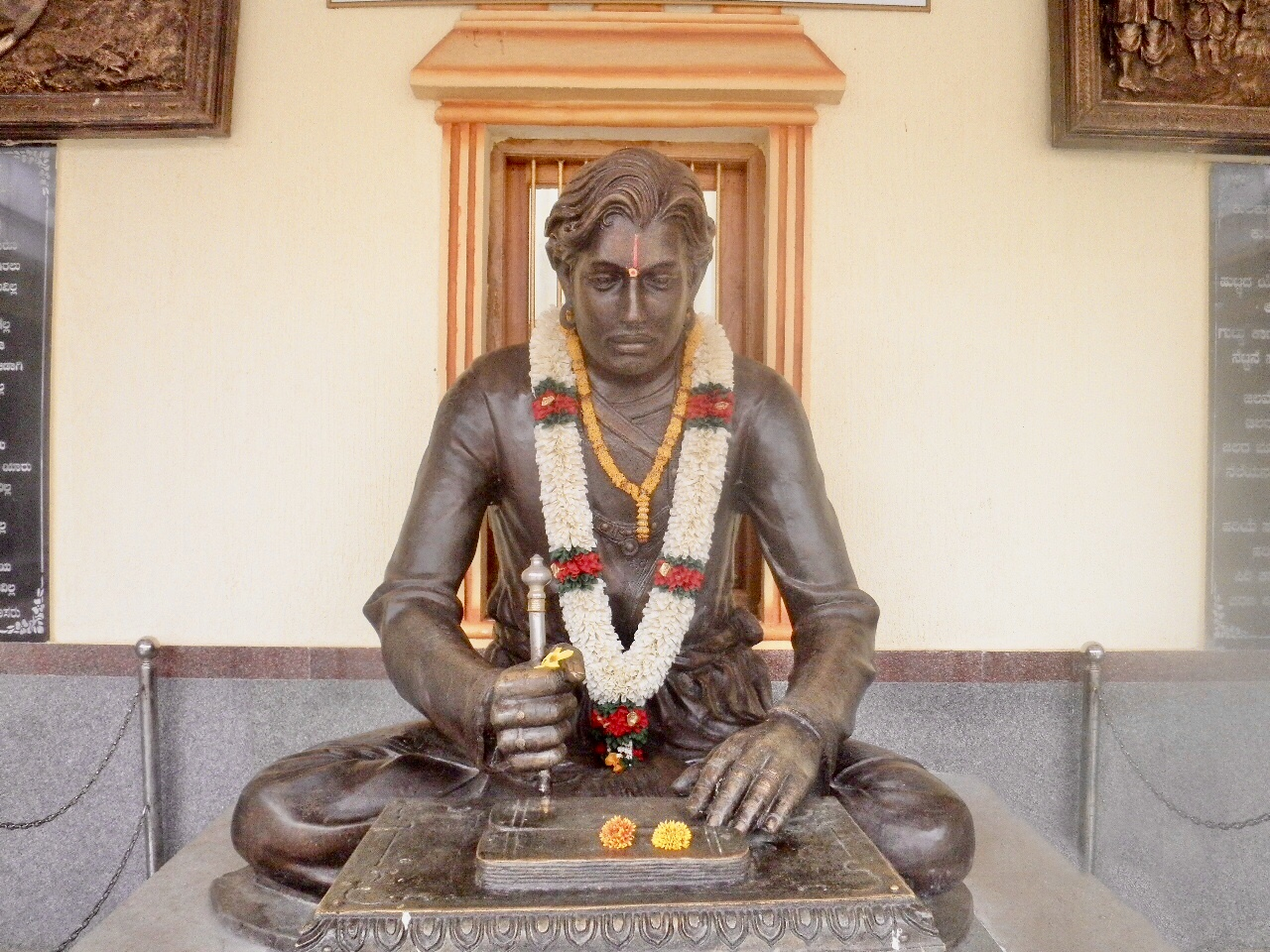
Estatua de bronce de Kanaka Dasa, Bada, Bankapur

Su escritura comenzó a mostrar su capacidad de innovación al hacer referencia a las actividades cotidianas del hombre común. Por ejemplo, Ramadhanya Charite es una expresión poética de los conflictos entre clases ricas y pobres donde usa Ramadhanya ragi (alimento básico de pobres y ricos en nutrientes) y arroz (alimento principal de ricos pero no tan ricos en nutrientes) para representar como sinónimos a pobres y ricos. Se unió al movimiento Haridasa y se convirtió en seguidor de Vyasaraja, quien lo nombró Kanakadasa. Sus poemas y krithilidiar contienen muchos aspectos de la vida y exponen la futilidad de los rituales externos. Destacan la necesidad de cultivar los valores morales en la vida. Sus composiciones abordan temas sociales además del aspecto devocional. Kanaka Dasa fue muy agresivo y directo al criticar los males de la sociedad, como las afirmaciones de superioridad utilizando el sistema de castas. Su poema "Kula Kula Kulavendu hodedhadadiri" pide a los humanos que no se separen unos de otros, porque todos nacen de la misma manera, todos comen la misma comida y beben la misma agua, por lo tanto, ninguno es superior o inferior entre sí.
La deidad que adoraba era Adhikeshava de Kaginele, actualmente en el distrito de Haveri de Karnataka. Kaginele, ahora un pueblo, fue un lugar próspero y un centro comercial en la Edad Media. De las muchas de sus composiciones, unas 240 son plenamente responsables en la actualidad. Todas sus composiciones de música Karnataka terminan con la mudra (firma) Kaginele Adhikeshava. Además de poeta, trabajó como reformador social minimizando las comunidades dogmáticas que reprimían a las comunidades desfavorecidas. Kanakadasa hizo un esfuerzo extremo para reformar las comunidades desfavorecidas convenciéndolas de que abandonaran sus antiguas prácticas sociales obsoletas y se adaptaran al mundo cambiante. Utilizó efectivamente la música para transmitir su filosofía. Vivió en Tirupathi en sus últimos días. Es uno de los más grandes músicos, compositores, poetas, reformadores sociales, filósofos y santos que jamás haya visto la India ”.

## Obras principales
Kanakadasa escribió alrededor de doscientas cuarenta composiciones musicales de Karnataka  Kirtane, Ugabhogas, padas y mundiges o canciones filosóficas) [10] además de cinco obras principales. Sus composiciones se publican en muchos idiomas. Por ejemplo, alrededor de 100 canciones en kannada [11] y 60 canciones en inglés [12] han sido publicadas en libros populares.
Sus escritos fueron únicos en estilo. En Ramadhanyacharitre, una alegoría sobre el conflicto entre las castas y clases socialmente fuertes y débiles, presentado como un argumento entre dos cereales alimenticios, arroz y ragi, es una pieza literaria de lo más creativa con un poderoso mensaje social. En la obra, el arroz representa a los socialmente poderosos y el ragi (mijo) representa a los trabajadores. Los dos granos se presentan ante Rama para argumentar su caso y establecer su superioridad. Al final, Rama los envía a ambos a prisión durante seis meses. Al final del período, el arroz se pudrió mientras los resistentes ragi sobreviven, ganándose las bendiciones de Rama. Esto muestra la inteligencia de Kanakadasa al intentar reformar la sociedad. Fue directo al criticar a quienes se oponían a las buenas prácticas. En una de sus composiciones, dice, "El infierno eterno es para aquellos que critican a los nobles, para aquellos que condenan las enseñanzas del jagadguru ...".
Entre sus obras se destacan especialmente:
- Nalacharitre (Historia de Nala)
- Haribhaktisara (quid de la devoción a Krishna)
- Nrisimhastava (composiciones en alabanza del Señor Narasimha)
- Ramadhanyacharite (historia del arroz y el mijo) un trabajo poco común sobre la lucha de clases
- Mohanatarangini (río Krishna).

Kanakadasa racionalizó el bhakti (devoción) dando símiles mundanos. Su escritura tiene un toque íntimo que identifica al lector con el propio poeta. Sus dos famosas composiciones se comentan a continuación. Una condena el sistema de castas de una manera poética refinada y la otra se maravilla ante la colorida y desconcertante creación de Dios Todopoderoso con asombro infantil.
Su Nalacharite se basa en la famosa historia de amor de Nala y Damayanti, que aparece en el Mahabharata. Aunque es un gran devoto del Señor Krishna, Kanakadasa da su propia interpretación. Nala, que está enamorada de Damayanti, ejerce moderación en la ceremonia de svayamvara (elección de novia / novio) para ganarse a Damayanti al permitir que Indra y otros dioses tengan la oportunidad de conquistarla. Cuando pierde todo en un juego de dados y es exiliada al bosque, seguida obstinadamente por Damayanti, él la abandona mientras duerme, con la esperanza de que pueda volver con sus padres y tener una vida mejor. Más tarde lleva al rey Rituparna al segundo svayamvara de Damayanti, para ver a su esposa casada con una persona adecuada y ser feliz. El Señor Krishna aparece solo una vez casualmente para rescatar la caravana en la que viajaba el desventurado Damayanti y fue atacado por elefantes salvajes.
Nrisimhastava es una obra que trata sobre la gloria del dios Narasimha (mitad humano y mitad león).
Ramadhanyacharite de Kanakadasa tiene un tema bastante poco convencional. Se trata de una batalla de palabras entre ragi (mijo) y arroz, cada uno reclamando superioridad. Acuden al señor Rama en busca de justicia. Con la ayuda de los sabios, Rama demuestra la superioridad del ragi sobre el arroz. Ragi se vuelve bendecido al absorber las cualidades de Raghava, otro epíteto de Rama. Se interpreta como la pobreza y la humildad defendidas por el poeta por encima de la riqueza material. Incluso hoy en día, el ragi es el alimento de los pobres, tiene un alto valor nutricional en comparación con el arroz, especialmente para las personas con diabetes debido a su bajo contenido de azúcar.
Mohanatarangini, aunque es un kavya (un poema en estilo clásico) escrito con las dieciocho descripciones convencionales, trata de la devoción. amor basado en la devoción de consortes con el Señor Shri Krishna. El amor entre Aniruddha y Usha forma el tema principal.
Se destaca por su capacidad para representar la vida contemporánea. La descripción del Dwaravati (Dwaraka) de Shri Krishna es muy similar a la de Vijayanagara, bajo Krishnadevaraya, como lo notaron los viajeros extranjeros. La plaza del mercado con puestos coloridos con diversos productos, calles bien delimitadas llenas de artesanos, clientes y comerciantes, fiestas en el jardín real y la gloria del palacio encuentran su lugar en Mohanatarangini. Se hace eco de los relatos de los viajeros portugueses contemporáneos. Una borrachera de hombres y mujeres de la clase trabajadora es muy pintoresca. El lector siente como si Kanakadasa estuviera proporcionando un comentario de un evento en vivo. Es por descripciones tan poco convencionales y con los pies en la tierra como también por la conciencia social que el gran poeta-santo se ha vuelto inmortal.

## Kanakadasa Jayanthi
En homenaje al gran santo, el Gobierno de Karnataka ha declarado su cumpleaños como fiesta estatal. Todas las oficinas gubernamentales, escuelas y universidades de todo el estado celebran el aniversario del nacimiento de Shri Kanaka Dasa.
El legendario actor y cantante de Kannada de la industria cinematográfica de Kannada, el Dr. Rajkumar interpretó a KankaDasa en la película Bhakta Kanakadasa y la película recibió una buena respuesta del público. [13]
El director de cine y dramaturgo Girish Karnad realizó un documental titulado Kanaka-Purandara (inglés, 1988) sobre los dos poetas bhakti medievales de Karnataka. [14] [15]
Desafortunadamente, el feriado estatal en Karnataka no se usa para unificar las castas y crear la armonía social tan necesaria que Shree Kanaka Dasa luchó durante toda su vida. Kanakadasa Jayanthi se celebra en todas las comunidades, lo que es un buen progreso.
En enero de 2013, la Autoridad de Desarrollo de Kaginele - Kaginele, Distrito de Haveri, Gobierno de Karnataka, India - volvió a dedicar el recién construido Fuerte y Palacio de Kanaka Dasa al público en general, en Baada, Bankapur. El lugar turístico está abierto al público en general y destaca la vida y la santidad de Kanaka Dasa.
La película en kannada Lucia comienza con la recitación de Nee Mayeyolago y se basa en una idea abstracta del mismo tema.
Otra película en kannada, Ramadhanya [mayo de 2018] basada en su vida y obra más famosa, Ramadhanya charithre, resume bellamente el viaje kármico del santo y la relación entre dos alimentos básicos de los indios del sur (1) Raghava Dhanya o Ragi y (2) Bhattha o Rice. .